# Leirvassbu
Leirvassbu is een bemande toeristenhut van de Den Norske Turistforening (DNT) gelegen in de gemeente Lom in het Leirdal in de provincie Innlandet in het midden van Noorwegen.
De hut ligt op circa 1400 meter boven zeeniveau in het hooggebergte Jotunheimen. Er zijn verschillende wandelingen mogelijk. Het ligt aan het einde van een zijweg van de RV 55, de Sognefjellsweg, iets voor het meer Bøvertunvatnet.
Omliggende plaatsen zijn Bøvertun, Krossbu en Elveseter.